# Ocean Diva Original
Ocean Diva Original — голландское речное пассажирское судно и самое большое тусовочное судно в Европе, построенное в 1990-х годах на верфи  Elbewerft Boizenburg  в Бойценбурге в Германии и достроенное на верфи Volharding Shipyards B. V. в Харлингене в Нидерландах в 2003 году. Вместе с меньшими по размеру Ocean Diva Futura (1997) и Ocean Diva Classic (1957) они образуют флот компании Ocean Diva.

## История
Киль судна под заводским номером 307 был заложен на верфи Elbewerft Boizenburg в Бойценбурге, ФРГ и корпус четырёхпалубного теплохода типа Дмитрий Фурманов, проект 302МК/BiFa129M, IV серия, в то время под названием «Владимир Высоцкий» был изготовлен в 1992 году. Однако после распада Советского Союза интерес к оплате строительства судна угас и судно было перестроено на верфи в ФРГ в
1995—1996 годах. У корпуса вырезали кормовую часть и использовали её в качестве корпуса нового судна. Внутреннюю оснастку судна полностью смонтировали на голландской верфи Volharding Shipyards B. V. в Харлингене. Ocean Diva Original эксплуатируется компанией Ocean Diva в качестве судна для проведения тусовок и праздничных мероприятий на реках Голландии и Германии.
- Ocean Diva Original
- Ocean Diva Classic
- Ocean Diva Futura

## На борту
Помещение в три палубы высотой для проведения застолий и тусовок на борту вмещает 1500 гостей, а через специальный купол на верхней палубе внутрь можно опускать большие объекты, как, например, шикарные автомобили.